# 催馬楽

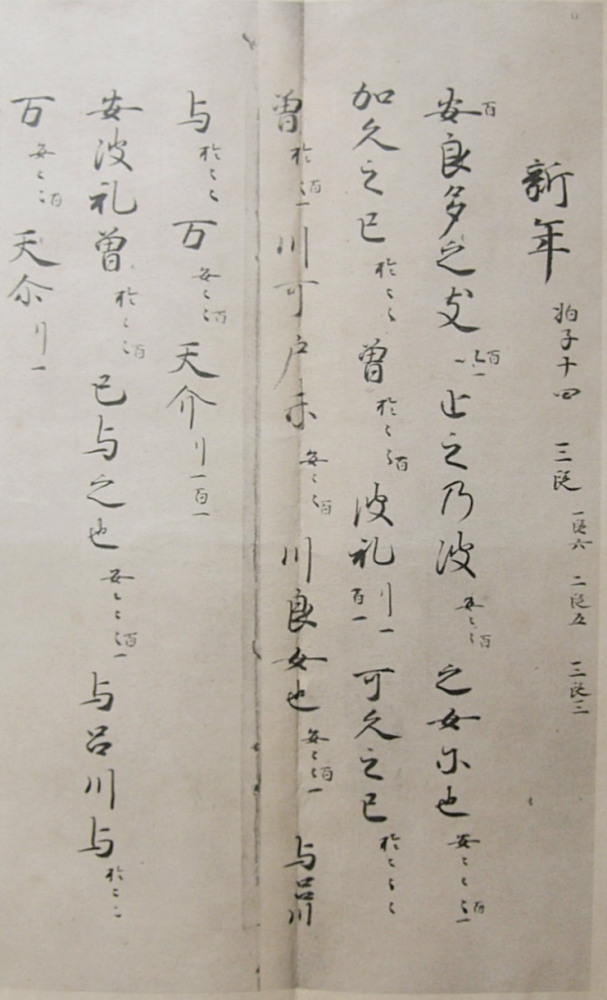
鍋島本「催馬楽曲譜」

催馬楽（さいばら）とは、平安時代に隆盛した古代歌謡。元来存在した各地の民謡・風俗歌に外来楽器の伴奏を加えた形式の歌謡である。管絃の楽器と笏拍子で伴奏しながら歌われた「歌いもの」の一つであり、多くの場合遊宴や祝宴、娯楽の際に歌われた。語源については馬子唄や唐楽からきたとする説などもあるが定かではない。

## 概要
催馬楽は、平安時代初期、庶民のあいだで歌われた民謡や風俗歌の歌詞に、外来の楽器を伴奏楽器として用い、新しい旋律の掛け合い、音楽を発足させたもので、9世紀から10世紀にかけて隆盛した。
隆盛の例としては、醍醐天皇の時期（897-930）に、催馬楽と管絃を合わせた音楽体系が一定の様式に定まり、天皇や公卿・殿上人が演奏者として合奏や唱歌を楽しむ「御遊（ぎょゆう）」が宮廷で催されるようになったことである。
もともと一般庶民のあいだで歌われていた歌謡であったが、貴族に取り入れられより雅楽風に編曲され、「大歌」として宮廷に取り入れられて雅楽器の伴奏で歌われるようになると宮廷音楽として流行した。催馬楽は、雅楽として組み込まれてから何度か譜の選定がおこなわれ、平安時代中期には、「律」および「呂」の2種類の旋法が定まった。
歌詞は、古代の素朴な恋愛など民衆の生活感情を歌ったものが多く、4句切れの旋頭歌など様々な歌詞の形体をなしている。
催馬楽の歌い方は流派によって異なるが、伴奏に笏拍子と琵琶（楽琵琶）、箏（そう）、笙（しょう）、篳篥（ひちりき）、龍笛、大和笛（神楽笛）など管楽器・弦楽器が用いられ、舞はともなわない。また、琴、和琴が加わることもあった。
室町時代には衰退したが、現存のものは17世紀に古譜より復元されたものである。

### 資料
催馬楽の歌詞を収載している文献には、以下のようなものがある。
- 『催馬楽』平凡社〈平凡社東洋文庫〉、木村紀子訳注、2006年
- 『新編日本古典文学全集.42』小学館、臼田甚五郎校注・訳、2000年12月
- 『神楽歌・催馬楽』岩波書店〈岩波文庫〉、武田祐吉校注、1984年（復刊）
- 『催馬楽研究』笠間書院　藤原茂樹編著　2011年

### 語源
「催馬楽」の語源については、さまざまな説があるが、列挙すれば、
- 諸国から朝廷に貢物を運搬するときにうたった歌で、ウマを催す意
- 「いで我が駒早く行きこそ」というウマを催す意の歌が初めにあるから生じた名
- 大嘗会に神馬を牽（ひ）くさいにうたった歌
- 神がウマとなってあらわれることを催す意
- 神楽の前張の拍子でうたったからその名をとった
- 唐楽に催馬楽（あるいは催花楽）があり、その拍子にあわせた歌であるからその名を取った
- 薩摩に催馬楽村があり、その付近では都曇答蝋、鼓川、轟小路などの地名があり、ここに住んでいた楽人がうたいはじめた歌謡
- 馬士唄の意

がある。賀茂真淵は神楽の前張を好事家が催馬楽と書いたことによるとしている。また、折口信夫は催馬楽は直接には、神楽歌の「前張（さいばり）」歌群を母胎として発生したものであるとしている。

## 演奏
（現行の）催馬楽の演奏は、句頭（ソリスト）が笏拍子を打ちながら独唱し、それにつづいて全員で斉唱し、伴奏も、旋律部分を奏するかたちで進行する。このとき伴奏楽器（付物）は拍節的なリズムによって加わる。
律の催馬楽（律歌）が平調（E、ミ）の音の主音（「宮（きゅう）」と称する）にとって歌われるのに対し、呂の催馬楽（呂歌）では主音は双調（G、ソ）にとられる。それゆえ、律歌に先だっては、その主音が属する平調の音取（ねとり）を、呂歌に際しては双調の音取を奏することとなっている。

## 曲目
以下のような曲目が知られている。
律（25曲）
我駒、沢田川、高砂、夏引、貫（ぬき）河、東屋（あづまや）、走井、飛鳥井、青柳、伊勢海、庭生（にはにおふる）、我門爾、我門乎、大路、大芹、浅水（あさうづ。浅水橋とも）、挿櫛、鷹子、逢路（あふみぢ）、道口、更衣（ころもがへ）、何為（いかにせん）、鶏鳴（とりはなきぬ）、老鼠（西寺とも）、隠名（くぼのな）。
呂（36曲）
安名尊（あなたふと）、新年、梅枝、桜人、葦垣、山城、真金吹、紀伊国、葛城、竹河、河口、此殿者（このとのは。此殿とも）、此殿西（倉垣とも）、此殿奥（酒屋とも）、鷹山、美作、藤生野、妹与我（いもとわれ）、浅緑、青馬、妹之門（いもがかど）、蓆田（むしろだ）、大宮、総角（あげまき）、本滋（もとしげき）、美濃山、眉止之女（まゆとじめ。御馬草（みまくさ）とも）、酒飲（さけをたうべて）、田中井戸、無力蝦（ちからなきかえる）、難波海、鈴之川（すずかがは）、石川、奥山、奥々山、我家（わいへ、わいへん）。
大嘗会で奏される悠紀、主基の風俗歌が催馬楽として取り込まれる例がある（真金吹、美作など）。またこのほかに異説として『簾中抄』は、律歌に「千年経（ちとせふる）」、「浅也（あさや）」の2曲、呂歌に「万木（よろづき）」、「鏡山」、「高島」、「長沢」の4曲を掲げている。他に、男踏歌の際にうたわれる「絹鴨曲」（「何曽毛曽（なにぞもそ）」とも）などがあり、また『教訓抄』にも「安波戸」（安波之戸）という曲名がみえる。
詞章は、五七五七七の短歌体に、反復や囃言葉を交えたものが多い。『うつほ物語』祭使の巻には「大君来まさば」（「我家」）の声振に短歌「底深き淵を渡るに水馴棹長き心も人やつくらん」をあててうたい、「伊勢海」の声振に短歌「人はいさ我がさす棹の及ばねば深き心をひとりとぞ思ふ」をあててうたった。
催馬楽の中には、唐楽・高麗楽との同音関係が指摘されているものがある。その組み合わせを示せば、
| - 伊勢海 - 拾翠楽 - 桜人 - 地久楽破 - 簑山 - 地久楽急 - 田中井戸 - 胡飲酒破 - 眉止自女 - 酒清子 | - 高砂 - 長生楽破 - 葦垣 - 西王楽序 - 夏引 - 夏引楽 - 青柳 - 夏引楽序 - 鶏鳴 - 鶏鳴楽 | - 無力蝦 - 吉簡 - 石川 - 石川楽 - 紀伊国 - 白浜 - 老鼠 - 林歌 - 鷹山 - 放鷹楽 | - 葛城 - 榎葉井 - 走井 - 甘州 - 庭生 - 喜春楽 ほか |

となる。ただし、このうち「鶏鳴 - 鶏鳴楽」「鷹山 - 放鷹楽」「走井 - 甘州」「庭生 - 喜春楽」の同音関係は認めがたいとする見解がある。

## 歴史

### 起源
催馬楽は、民間の俚謡や流行歌の類が、貴族の宴席の「歌いもの」にとりいれられたものである。このなかには貴族の新作和歌や新年の賀歌も加わり、また大嘗会の風俗歌がはいっている。室町時代の楽書『體源抄』には「風俗は催馬楽よりは述べて歌うべし」「風俗は拍子あり。多くは催馬楽拍子なり」の記載があり、両者の楽曲の類似性が示唆されるほか、現代に伝わる歌詞の内容もほぼ同類であって、風俗歌と催馬楽とは互いにきわめて近い性質をもっていたと考えられる。ただし、風俗歌が東国を起源とする歌謡であるのに対し、催馬楽はより都に近い地方を発生地とすることが明らかとなっている。
『日本書紀』天武4年（675年）条には、大倭、河内、摂津、山背、播磨、淡路、丹波、但馬、近江、若狭、伊勢、美濃、尾張等の諸国から歌を能くする男女が朝廷に貢されたという記事があり、藤田徳太郎は、これらの国名が催馬楽の歌詞の含む国名とほぼ全て一致していることを指摘している。このことより、古来朝廷との交渉が密であった上記の諸国は一度のみならず風俗歌を奉っていたものと推定され、催馬楽は、このような長く繰り返されてきた慣行ののち、地方出身の歌謡が外来音楽による編曲を受けたものであろうと考えられる
催馬楽はまた、神楽の余興としても歌われていて、大小前張、早歌、雑歌の類は、催馬楽に起源をもつとする見解がある。神楽歌の大前張を「催馬楽曲」と表記した譜本があり、嘉禎節付本には「大前張以下半出二於催馬楽一」（一、二は返り点）と注されている。また、神楽「其駒」について『吉野吉水院楽書』では「本催馬楽也」と記され、「朝倉」について『郢曲抄』には「朝倉催馬楽の音にして三段に唱ふ」と記し、『神楽譜』には「朝闇吹二返催馬楽拍子一」（一、二は返り点）と記されていて、神楽と催馬楽の近縁性が示される。上述のとおり、折口信夫は、催馬楽は神楽歌における「前張」歌群を直接の母胎として発生したものであるという見方に立っている。
その多様な歌詞内容から考慮して、催馬楽は奈良時代の末から平安時代の初めにかけて発達、成立したものと考えられる。それが宮廷歌謡として雅楽化されたのは平安時代前葉と推定される。

### 変遷
催馬楽の文献資料における初出は、『日本三代実録』貞観元年（859年）10月23日条に、80余歳で薨去した尚侍の広井女王が催馬楽歌をよくされたという記事である。史料の検討より、催馬楽流行の一頂点は、それより20年ないし30年さかのぼった仁明天皇（在位：天長10年（833年） - 嘉祥3年（850年））の時代にあったと考えられる。
催馬楽のなかの古歌は、「我駒」が『万葉集』巻12にあり、「葛城」は光仁天皇（在位：宝亀元年（770年） - 天応元年（781年））即位のときの童謡で『続日本紀』、『日本霊異記』にある。また、「妹之門」は『万葉集』巻11にあり、「河口」は「古今六帖」にある。畿内をはじめ三河、越前、尾張、伊勢などの民謡と思われる歌が多くはいっている。上に述べたような歌謡が貞観年間（859年 - 877年）ころにひとつの書物にまとめられ、ついで、藤原忠房によって延喜20年（919年）ころ撰譜され、以後、平安中期には藤家（とうけ）および源家（げんけ）によって郢曲として伝承された。藤家より源家の方がさかんに活躍し、催馬楽の名人は源家のほうに多く出たとされる。しかし、藤家と源家とでは伝えられる曲に違いがあり、平安時代後期には若干ではあるが61曲のうち廃曲がすでにあったといわれる。なお、催馬楽の曲名は、長保3年（1001年）文献初出の紫式部『源氏物語』の巻名にも「梅枝」「総角」「東屋」などとして採用されている。鳥羽天皇は催馬楽を好み、祖父である白河法皇の60歳の祝いの席で演じている（『中右記』天永3年3月18日条および『古今著聞集』管弦歌舞第7）。
催馬楽は宮廷芸能として長く続いたものの徐々に楽曲が減っていき、室町時代には廃滅の危機に瀕し、戦国時代にはほぼ廃滅した。しかし、江戸時代に入ると復興が図られ、寛永3年（1626年）9月には徳川秀忠上洛の際、後水尾天皇が四辻季継に対して詔を下し、「伊勢海」が復興された。天和2年（1682年）2月にも催馬楽の会が催されて「梅枝」などが復興されている。
1876年（明治9年）宮内庁楽部の選定曲として、呂歌の「安名尊」「蓆田」「簑山」「山城」、律歌の「伊勢海」「更衣」の計6曲が、また、1931年（昭和6年）には「美作」「田中井戸」「大芹」「老鼠」の4曲が再興されて追加された。現行曲は、宮内庁の雅楽公演などにおいて、管絃演奏の合間に奏されることがある。

### 催馬楽と法会
催馬楽は、中世においては催馬楽のつくりかえの歌が寺院の法会などで歌唱された。たとえば、「青柳」は
「青柳を片糸に縒りてやヲケヤ 鶯のヲケヤ鶯の縫うといふ笠はヲケヤ梅の花笠や」を
「極楽は日想（にさう）観に寄せてや思へ其荘厳（かざり）めでた水を見て瑠璃の池に思をかけよ深き益（やく）ありや」
とうたい、「伊勢海」は
「伊勢の海の清き渚に潮間になのりそや摘まむ貝や拾はむや玉や拾はむや」を
「瑠璃の地の木立めでたや宝の池の黄金の浜ごとに玉や拾はむや玉や拾はむや」
のようにうたった。このように中世には雅楽は法楽にもちいられることが多かった。